# Coelioxys pulchella
Coelioxys pulchella är en biart som beskrevs av Morawitz 1874. Coelioxys pulchella ingår i släktet kägelbin, och familjen buksamlarbin. Inga underarter finns listade i Catalogue of Life.